# Zamek Dunstaffnage
Zamek Dunstaffnage (gael. Caisteal Dhùn Stadhainis) – średniowieczna twierdza w Argyll and Bute w zachodniej Szkocji, położona na skalistym cyplu nad zatoką Loch Etive. Jeden z najstarszych kamiennych zamków w kraju, wzniesiony przez ród MacDougallów ok. 1220 roku. Obiekt zarządzany przez Historic Environment Scotland, wpisany na listę zabytków narodowych Szkocji.

## Historia
Strategiczne położenie na granicy Morza Irlandzkiego i zatoki Lorn sprawiło, że miejsce to pełniło funkcję fortyfikacji już od VII wieku. Według przekazów znajdował się tu wówczas fort władców Dalriady, w którym przechowywano Kamień Przeznaczenia przed jego przeniesieniem do Scone w 843 roku.
Kamienny zamek powstał ok. 1220 roku z inicjatywy Duncana MacDougalla, wnuka Somairle mac Gilla Brigte, władcy wysp Hebryd. Twierdza stała się kluczowym punktem w norwesko-szkockich zmaganiach o kontrolę nad Hebrydami. W 1308 roku Robert Bruce, po zwycięstwie nad Johnem MacDougallem w bitwie pod Brander, zdobył zamek po krótkim oblężeniu. W przeciwieństwie do innych twierdz rojalistów, Bruce nie zniszczył Dunstaffnage, lecz przekształcił go w królewską fortecę graniczną.
W 1469 roku Jakub III przekazał zamek Colinowi Campbellowi, rozpoczynając 500-letnią dominację rodu Campbellów. Twierdza pełniła rolę bazy w tłumieniu powstań MacDonaldów i jakobitów. W 1746 roku przetrzymywano tu Florę MacDonald, która pomogła w ucieczce Bonnie Prince Charlie.

## Architektura
Zamek ma nieregularny czworobok o wymiarach 35 na 30 metrów, z charakterystycznymi trzema okrągłymi wieżami (północną, wschodnią i zachodnią). Grubość murów kurtynowych sięga 3 m, a ich wysokość – 18 m. Oryginalna więźba dachowa z dębu szkockiego zachowała się jedynie fragmentarycznie.
Główną linię obrony stanowił pierścień murów z blankami i strzelnicami, przebudowanymi w XV wieku na stanowiska artyleryjskie. Wieża północna pełniła funkcję donżonu z lochem w przyziemiu, podczas gdy brama wschodnia otrzymała w XVI wieku dodatkowe machikuły i barbakan.

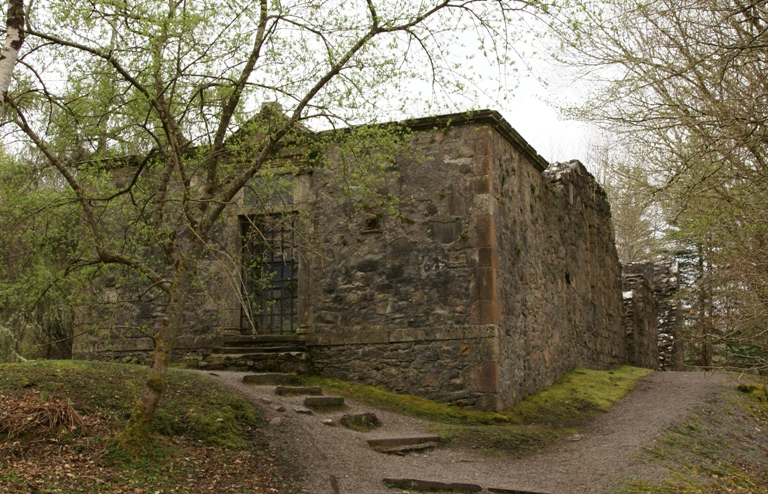
Kaplica św. Kolumby (XIII wiek)

Położona 200 m na południe od zamku kaplica św. Kolumby, zbudowana przez Duncana MacDougalla, stanowi przykład wczesnogotyckiej architektury sakralnej. Wewnątrz zachowały się ślady fresków przedstawiających herby rodowe MacDougallów.